# Maximilian Begue
Maximilian Maalik Begue (* 26. Februar 2001) ist ein deutscher Basketballspieler.

## Laufbahn
Begue wechselte 2014 vom BC Darmstadt in den Nachwuchs des Bundesligavereins Skyliners Frankfurt. Im November 2016 gab er seinen Einstand in der zweiten Herrenmannschaft Frankfurts in der 2. Bundesliga ProB. Mitte Juni 2020 wurde er von Frankfurts Trainer Sebastian Gleim erstmals in einem Spiel der Basketball-Bundesliga eingesetzt und erzielte bei seinem Einstand vier Punkte gegen Bamberg. Im Sommer 2021 wechselte er innerhalb der Bundesliga zu den Gießen 46ers. Er stieg mit den Mittelhessen 2022 in die 2. Bundesliga ProA ab und blieb der Mannschaft in der zweithöchsten deutschen Spielklasse treu. Ende Dezember 2022 schloss sich Begue dem Drittligisten SBB Baskets Wolmirstedt an. Er spielte bis zum Ende der Saison 2023/24 in Wolmirstedt.
Nach seiner Zeit in Sachsen-Anhalt strebte Begue einen Wechsel nach Kanada an, der sich jedoch zerschlug, Ende November 2024 wurde er vom Drittligisten ETB Essen verpflichtet. Im Januar 2025 trennte man sich wieder. Begue hatte für Essen bis dahin verletzungsbedingt nur drei Pflichtspiele bestritten. Noch im selben Monat ging er zu den RheinStars Köln (ebenfalls 2. Bundesliga ProB). Im Anschluss an die Saison 2025/26 stieg Begue mit Köln in die zweithöchste deutsche Spielklasse auf, da die Kölner als Nachrücker das Teilnahmerecht erhielten.

### Nationalmannschaft
Er wurde in die deutsche U16-Nationalmannschaft berufen, in der Altersklasse U18 nahm er im Sommer 2019 an der Europameisterschaft teil.